# Modalità reale
La modalità reale è una delle possibili modalità di funzionamento permesse dalle CPU Intel. L'8086 e l'8088 possono funzionare solamente in questa modalità. In modalità reale è possibile indirizzare solamente 1 MB di RAM e non c'è supporto per il multitasking, per la memoria virtuale e soprattutto per la memoria protetta. Vi è invece qualche possibile vantaggio di velocità di esecuzione. Tutti i processori Intel x86 partono in modalità reale perché è l'unica supportata dal BIOS per passare eventualmente in seguito in modalità protetta. Il sistema operativo MS-DOS opera nativamente con il processore in modalità reale, così come la fase di bootstrap. Nulla vieta di usare in modalità protetta dei programmi in DOS, purché esista un memory manager. Ad esempio, un programma eseguito dal prompt dei comandi sotto Windows 3.x, 95 o 98 verrà eseguito in modalità protetta.